# Lydia Moss Bradley

Lydia Moss Bradley

Lydia Moss Bradley (* 31. Juli 1816 in Vevay, Indiana; † 16. Januar 1908 in Peoria, Illinois) war eine US-amerikanische Pionierin, Unternehmerin, Philanthropin und Frauenrechtskämpferin. Sie war die erste amerikanische Frau, die in den Aufsichtsrat einer Bank gewählt wurde. Sie schloss den ersten Ehevertrag weltweit ab und gilt als Gründerin des Bradley Polytechnic Institute.

## Leben
Moss wurde als einzige Tochter von Zeally Moss und Jennett Glasscock Moss geboren. Väterlicherseits war sie die Enkelin des Revolutionskriegskaplans Nathaniel Moss. Am 11. Mai 1837 heiratete sie den fünf Jahre älteren Tobias S. Bradley in Vevay. Dieser war Betreiber eines Bootes, welches bis nach St. Louis fuhr. Er erweiterte sein gut laufendes Geschäft später um ein Holzlager und eine Sägemühle. Im Jahr 1833 verstarb Lydia's Vater und hinterließ ihr seine Farm.
1847 verkaufte das Ehepaar Bradley ihren Besitz in Vevay und zogen mit Lydias Mutter nach Peoria, Illinois. Hier war Lydias Bruder William als erfolgreicher Geschäftsmann ansässig. Ihm gehörte das Dampfschiff „Avalanche“, auf dem Tobias als Kapitän anheuerte. Später wurde er auch Partner in William's Brennerei und sie betrieben gemeinsam die Firma Moss, Bradley & Co. Bradley war ein erfolgreicher Geschäftsmann: Er betrieb eine Fähre, kaufte Land und Anteile an der First National Bank und avancierte schließlich zu deren Präsident.

## Schicksalsschläge
Lydia brachte sechs Kinder zur Welt, von denen nur die Tochter Laura das Jugendalter erreichte.
- Rebecca, geboren am 20. Februar 1839, lebte bis zum 2. September 1845.
- Clarissa, geboren am 26. Oktober 1843, starb 1847.
- Tobias, geboren am 28. April 1847, starb 1847.
- Laura, geboren am 24. April 1849, starb 1864 – sie wurde 14 Jahre alt.
- Mary starb am 25. April 1852 – vor ihrem ersten Geburtstag.
- William starb am 25. August 1855 im Alter von zwei Jahren.

Nach dem Tod von Laura überlegten sich Lydia und ihr Mann Tobias, ihr Vermögen für andere Kinder einzusetzen. Ihre erste Idee war ein Waisenhaus. Sie fuhren zur Besichtigung nach Montreal, kamen jedoch zu der Überzeugung, dass eine solche Einrichtung nicht ihren Vorstellungen entsprach, weil die Kinder in Abhängigkeit aufwuchsen.

## Leistungen

Tägliche Besprechung mit Mr. Hammond

Im Mai 1867 starb Lydias Ehemann plötzlich und unerwartet bei einem Unfall mit einer Kutsche im Alter von 56 Jahren, ohne ein Testament mit Anweisungen für Lydia zu hinterlassen. Da sich die 51-jährige Alleinerbin eines Vermögens von ca. einer halben Million US-Dollar mit den Geschäften ihres Mannes nicht auskannte, stellte sie den Rechtsanwalt W. W. Hammond als Geschäftsführer und Vermögensverwalter ein. Bis zu ihrem Tod traf sie sich täglich mit ihm zu einer Besprechung. Sie wurde eine der Direktoren des Aufsichtsrats der First National Bank of Peoria, eine Stellung, die sie über 25 Jahre innehatte.
Zwei Jahre nach dem Tod ihres Mannes heiratete Lydia noch einmal. Mit ihrem zweiten Ehemann Edward Clark schloss sie einen Ehevertrag. Im Falle einer Trennung behielt dadurch jeder den Anteil, den er in die Ehe eingebracht hatte. Nach vier Jahren Ehe ließ sich das Paar scheiden.
Sie ließ 680 acres (ca. 270 ha) Sumpfland, deren Eigentümerin sie war, entwässern, teilte es in Parzellen auf, zog Zäune und verpachtete es als Ackerland mit kleinen Farmhäusern. Die zunächst spärlich ausfallende Ernte veranlasste sie dazu, Bodenproben zur Analyse nach Champaign zu schicken. Es wurde festgestellt, dass die Erde zwar gut, jedoch arm an Pottasche (Kali) war. Durch entsprechende Anreicherung des Bodens gelang es ihr, mit den Bauernhöfen ertragreichere Ernten zu erzielen. Auch die Nachbarhöfe folgten ihrem Beispiel, und der Wert des Landes stieg deutlich an. Das von ihr zu 10 US-Dollar pro acre gekaufte Land war nun 140 Dollar pro acre wert. Eine ihrer großen Stärken und der Schlüssel ihres Erfolges war, dass sie den Rat von Experten suchte. Sie war sich ihres geringen Wissens aufgrund fehlender Schulausbildung bewusst und informierte sich auf allen Gebieten, die für sie von Interesse waren, um dann ihre Entscheidung zu treffen.
Ihren finanziellen Erfolg nutzte sie unter anderem auch für verschiedene gemeinnützige Zwecke. So löste sie die Hypotheken von 30.000 Dollar der Kirche ab, die in Gedenken an ihren Ehemann in „Bradley Memorial Church“ umbenannt wurde. Darüber hinaus schenkte sie dem St. Francis Hospital das Land für ein Krankenhaus und richtete die erste öffentliche Bücherei in Peoria ein. 1884 baute sie ein Altersheim für Frauen. 1891 stellte sie, zum Gedenken an ihre Tochter Laura, der Stadt das Gelände zum Bau des 100 acres großen „Bradley Park“ zur Verfügung und schlug dem Gemeinderat die Einrichtung einer Parkverwaltung vor.
Ein besonderes Anliegen war es ihr jedoch, eine Schule zu gründen, in der junge Leute aus Peoria und Umgebung im Alter von 14 bis 20 Jahren einen Beruf erlernen konnten, um unabhängig zu werden und den eigenen Lebensunterhalt bestreiten zu können. Das galt für Jungen und Mädchen gleichermaßen. 1877 besuchte sie das Rose Polytechnic Institute, um sich einen ersten Eindruck von solch einer Schule zu machen. Auch sandte sie W. W. Hammond an die Washington School for Boys nach St. Louis, das Throop Polytechnic Institute in Pasadena, das Armour Institute und das Lewis Institute in Chicago, um neue Ideen für eine eigene Schule entwickeln zu können, welche in ihrem Testament genau beschrieben werden sollte.

## Parsons Bradley Horological School

Bradley Horological School, links mit Turm, und Bradley Polytechnic Institute 1907

Am 30. März 1892 schloss Lydia Bradley einen Vertrag mit den Eigentümern der Uhrenfabrik „Peoria Watch Company“ und James R. Parsons, Besitzer des Parsons Horological Institute in La Porte, Indiana und Eigentümer der Werkzeuge, Maschinen und Ausrüstung dieses Institutes. Dieser Vertrag besagte, dass sie für 30.000 Dollar die Mehrheit der Anteile erwarb – zahlbar in bar – die die notwendige Versorgung der Fabrik und der Schule zur Weiterführung sicherstellten. Die Vereinbarung besagte weiterhin, dass James R. Parsons die Schule als Rektor an einem neuen Platz weiterführen solle und dass Lydia das benötigte Geld für den Kauf des Schulgebäudes in LaPorte bereitstellen würde. Schließlich siedelte sie das Institut auf das Gelände in Peoria um, auf welchem später auch das Polytechnic stehen sollte. So konnten die Schüler in der Uhrenfabrik arbeiten und im Institut lernen. Später kam neben der Uhren- noch eine Fahrradfabrik hinzu, so dass ein neuer Handelszweig in Peoria entstand. 1892 wurde jedoch die Fahrradfabrik durch einen Brand vernichtet, während das Institut weiter bestand, bis es 1897 eine eigene Abteilung mit 70 Studenten (The Horological Department – später umbenannt in Westlake) im Bradley Polytechnic Institute wurde.

## Bradley Polytechnic Institute

Lydia Moss Bradley posiert vor ihrer Haustür für ein Gemälde von William Hardin.

Im Oktober 1896 bat Lydia Bradley Dr. William Rainey Harper von der University of Chicago um einen Besuch und legte diesem ihre Pläne vor. Nachdem er diese eingesehen und eine Aufstellung über die zu erwartenden Kosten erstellt hatte, konnte er Mrs. Bradley überzeugen, die Schule noch zu ihren Lebzeiten zu bauen und sagte ihr weitere Beratung zu.
Das Bradley Polytechnic Institute wurde am 13. November 1896 gegründet. Mrs. Bradley stellte 17.5 acres (71,000 m²) Land, 170.000 Dollar für Gebäude, Ausstattung und Bücherei bereit, sowie 30.000 US-Dollar pro Jahr für die laufenden Kosten.
Die Einweihung erfolgte Ende 1897. Präsident war Oliver J. Bailey. William R. Harper und Albion Small von der Universität Chicago gehörten dem Board of Trustees an. Das Bradley Polytechnic Institute gehörte damit zu den „affiliates“ der University of Chicago. Die Absolventen des zweijährigen College-Kurses waren die künftigen Studenten in Chicago.
Die Schule bereitete Lydia große Freude, sie mischte sich jedoch nicht in deren Leitung ein. Zufrieden mit dessen Fortschritt überschrieb sie dem Polytech ihren restlichen Grundbesitz zum Nutzen zu ihrer Lebenszeit. Am Gründertag 1906 verkündete sie eine weitere Schenkung zum Bau der Hewitt-Turnhalle.
Lydia Bradley starb am 16. Januar 1908 im Alter von 91 Jahren in ihrem Haus in Peoria an Altersschwäche. Sie wurde 1998 posthum in die National Women’s Hall of Fame (Ruhmeshalle für Frauen) aufgenommen.